# Drukpa Kunley
Drukpa Kunley (1455-1529), también conocido como Kunga Legpai Zangpo, fue un monje budista de la tradición mahamudra. Conocido como un excéntrico y poeta, se le cuenta entre los nyonpa o "locos divinos" del budisimo tibetano. Fundó el monasterio de Chimi Lhakhang en 1499, donde produjo una corriente filosófica de carácter sexual.

## Biografía
Kunley nació en el clan Gya, en el monasterio Ralung de la región Tsang, en el Tíbet. Descendía de Lhabum, el segundo hermano mayor de Tsangpa Gyare, y era sobrino del segundo Gyalwang Drukpa. Tras iniciarse en el budismo del Tíbet, tuvo por maestros a Gyalwang, Lhatsun Kunga Chökyi Gyatso y el famoso Pema Lingpa.
Se volvió célebre por sus singulares métodos de propagar la doctrina entre sus semejantes. Oponente acérrimo del celibato, predicaba que era posible hallar e impartir la iluminación través de las relaciones sexuales, y él mismo llevó una concurrida actividad en este ámbito, ganándose los apodos de "El Santo de las 5000 Mujeres" y "El Santo de la Fertilidad". Siguiendo esta misma línea, dio muchas otras contribuciones culturales y artísticas a las tradiciones tibetanas de Bután; la más popular es posiblemente la costumbra de pintar elaborados falos, a menudo representados eyaculando, y colocar esculturas con su forma en las tejados para alejar a los malos espíritus. A causa de esta singular cultura, Bután se ha convertido en un centro de peregrinación para mujeres en busca de bendición. También defendía el consumo de alcohol, hasta el punto de que en su templo de Chimi Lhakhang hay motivos de botellas.
Otros ejemplos de sus costumbres excéntricas incluyen orinar sobre tapices sagrados o thangka, predicar desnudo y ofrecer sus testículos como ofrenda a otro lama. También se decía que no se ofrecía a ayudar a nadie si no le ofrecían antes una botella de vino y una mujer hermosa o una prostituta. Por toda esta reputación, es uno de los pocos maestros budistas a los que se le representa desnudo de cintura para arriba en el arte tibetano.